# クビワトカゲ科
クビワトカゲ科（Crotaphytidae）は爬虫綱有鱗目イグアナ下目の科で、アメリカ合衆国南西部とメキシコ北部の砂漠地帯に生息する。イグアナ科の下位の亜科とする説もある。手足と尾が長く、非常に速く移動し、トップスピードでは二足で走ることができる種もいる。肉食性で、主に昆虫や小さなトカゲなどを食べる。

## 下位分類
分類・和名は中井(2024)を参考。
- クビワトカゲ属 Crotaphytus Holbrook, 1842[6][7]
  - Crotaphytus antiquus Axtell & Webb, 1995 ホシボシクビワトカゲ
  - Crotaphytus bicinctores N.M. Smith & W.W. Tanner, 1972 サバククビワトカゲ
  - Crotaphytus collaris (Say, 1823) クビワトカゲ
  - Crotaphytus dickersonae K.P. Schmidt, 1922 ディッカーソンクビワトカゲ
  - Crotaphytus grismeri McGuire, 1994 グリスマークビワトカゲ
  - Crotaphytus insularis Van Denburgh & Slevin, 1921 エンゼルアイランドクビワトカゲ
  - Crotaphytus nebrius Axtell & Montanucci, 1977 ソノラクビワトカゲ
  - Crotaphytus reticulatus Baird, 1858 アミメクビワトカゲ
  - Crotaphytus vestigium N.M. Smith & W.W. Tanner, 1972 バハカリフォルニアクビワトカゲ
- ヒョウトカゲ属 Gambelia Baird, 1859[6][8]
  - Gambelia copeii (Yarrow, 1882) バハカリフォルニアヒョウトカゲ
  - Gambelia sila (Stejneger, 1890) マルハナヒョウトカゲ
  - Gambelia wislizenii (Baird & Girard, 1852) ナガハナヒョウトカゲ

※括弧内は、その種がもともと別の属に記載されたことを示す。

## 詳細文献
- Frost DR, Etheridge RE (1989). A Phylogenetic Analysis and Taxonomy of Iguanian Lizards (Reptilia: Squamata) Univ. Kansas Mus. Nat. Hist. Misc. Publ. 81: 1-62. (Family Crotaphytidae, p. 36).
- Smith HM, Brodie ED Jr (1982). Reptiles of North America: A Guide to Field Identification. New York: Golden Press. 240 pp. ISBN 0-307-13666-3. (Subfamily Crotaphytinae, p. 106).
- 中井 穂瑞領『ディスカバリー 生き物・再発見 トカゲ大図鑑 イグアナ下目編』、誠文堂新光社、2024年。